# Stillingia sylvatica
Stillingia sylvatica là một loài thực vật có hoa trong họ Đại kích. Loài này được Carl von Linné miêu tả khoa học đầu tiên năm 1767.

## Hình ảnh

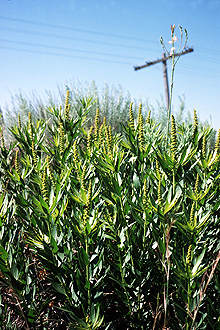